# خشناوية الثمار
الخشناوية الثمار (الاسم العلمي: Trachycarpeae) هي قبيلة من النباتات تتبع فصيلة الفوفلية من الرتبة الفوفليات.

## أجناس الخشناوية الثمار
- خشنة الثمار
- الكوبرنيكية